# Желтянская волость
Желтянская волость — административно-территориальная единица Верхнеднепровского и Криворожского уезда Екатеринославской губернии.

## История
26 февраля 1919 года вошла в состав новообразованного Криворожского уезда.
Ликвидирована 7 марта 1923 года.

## Характеристика
По состоянию на 1886 год состояла из 2 поселений, 2 сельских общин. Население 5989 человек (2949 мужского пола и 3040 женского), 1122 дворовых хозяйства.
|                        | Площадь, десятин | В том числе пахотной, дес. |
| ---------------------- | ---------------- | -------------------------- |
| Сельских общин         | 13 630           | 7474                       |
| Казенной собственности | 9078             | 1830                       |
| Другой собственности   | 100              | 69                         |
| Всего                  | 22 808           | 9373                       |

Самые большие поселения волости:
- Жёлтое — село при реке Жёлтой в 62 верстах от уездного города, 2920 человек, 762 двора, православная церковь, школа, 2 постоялых двора, 5 лавок, 2 ярмарки, базар по воскресеньям.
- Зелёное — село при реке Зелёной, 3069 человек, 360 дворов, православная церковь, 2 постоялых двора, 6 лавок, 2 ярмарки, базар по воскресеньям.